# جوزيف غلينون
جوزيف غلينون (بالإنجليزية: Joseph Glennon)‏ (17 أكتوبر 1889 في المملكة المتحدة - 26 يونيو 1926) هو لاعب كريكت بريطاني (وحمل سابقاً جنسية المملكة المتحدة لبريطانيا العظمى وأيرلندا) في مركز مهاجم داخلي. لعب مع غريمسبي تاون.